# Dorat (Puy-de-Dôme)
Dorat – miejscowość i gmina we Francji, w regionie Owernia-Rodan-Alpy, w departamencie Puy-de-Dôme.
Według danych na rok 1990 gminę zamieszkiwały 562 osoby, a gęstość zaludnienia wynosiła 33 osoby/km² (wśród 1310 gmin Owernii Dorat plasuje się na 374. miejscu pod względem liczby ludności, natomiast pod względem powierzchni na miejscu 557.).